# جورج رايت (عالم نفس)
جورج رايت (بالإنجليزية: George Wright)‏ هو عالم نفس بريطاني، ولد في 24 نوفمبر 1952.